# Греческий салат

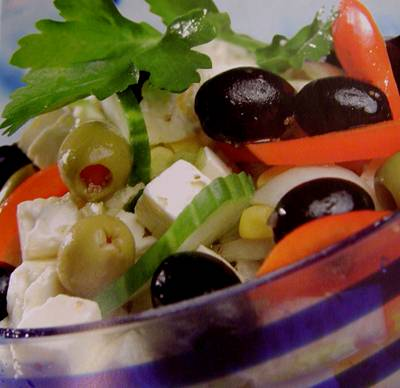
Греческий салат

Гре́ческий сала́т (салат хориа́тики, греч. χωριάτικη σαλάτα — деревенский салат) — греческий салат из помидоров, сладкого перца, огурцов, феты, шалота и маслин, заправленный оливковым маслом с солью, чёрным перцем, душицей. Ключевым ингредиентом салата является фета — традиционный греческий сыр из овечьего или козьего молока. В салат иногда добавляют каперсы или анчоусы.
В англоязычных странах в рецепт всегда включают листовой салат, обычно ещё лук или сладкий перец; иногда добавляют и другие ингредиенты (вплоть до свёклы). В самой Греции такие варианты почти не встречаются.
Особенностями приготовления салата являются крупно порубленные, а не измельчённые овощи. Также греки при приготовлении салата чистят огурцы от кожуры и не всегда перемешивают блюдо перед подачей на стол, предпочитая это делать непосредственно перед едой.
В XX веке по-английски «греческим» называли и другие салаты, некоторые из которых не имеют очевидной связи с греческой кухней. Так, австралийская газета 1925 года писала, что греческий салат делают из варёной тыквы и заправляют кислым молоком; американская газета 1934 года писала, что греческий салат делают из салата-латука с нашинкованной капустой и морковью и заправляют майонезом.